# Konstantin Gradl
Konstantin Gradl (* 18. Oktober 2000) ist ein österreichischer Fußballspieler.

## Karriere
Gradl begann seine Karriere beim SC Ernsthofen. 2009 wechselte er in die Jugend der Union St. Florian. Zur Saison 2014/15 wechselte er zum SK Vorwärts Steyr. Im Mai 2016 debütierte er für die siebtklassige Zweitmannschaft der Steyrer. Mit dieser stieg er in der Saison 2016/17 in die sechstklassige Bezirksliga auf.
Im April 2019 debütierte er, ohne zuvor überhaupt einmal im Kader gestanden zu haben, für die erste Mannschaft von Steyr in der 2. Liga, als er am 23. Spieltag der Saison 2018/19 gegen die WSG Wattens in der 87. Minute für Sebastian Wachter eingewechselt wurde.
Seit 2020 spielt er beim oberösterreichischen Verein USV St. Ulrich in der fünftklassigen Landesliga Ost.